# RBC Bank Women's Challenger
L'RBC Bank Women's Challenger è un torneo di tennis che si gioca a Raleigh negli USA. Fa parte dell'ITF Women's Circuit dal 2003 e si gioca su campi in terra verde.

## Albo d'oro

### Singolare
| Anno       | Campionessa        | Finalista          | Punteggio     |
| ---------- | ------------------ | ------------------ | ------------- |
| 2003 (25k) | Tiffany Dabek      | Edina Gallovits    | 3–6, 7–5, 6–3 |
| 2004 (50k) | Marissa Irvin      | Mashona Washington | 6–3, 6–3      |
| 2005 (75k) | Ol'ga Lazarčuk     | Mary Gambale       | 6–3, 6–1      |
| 2008 (25k) | Chelsey Gullickson | Lauren Albanese    | 6–4, 2–6, 6-3 |
| 2009 (50k) | Melanie Oudin      | Lindsay Lee-Waters | 6–1, 2–6, 6–4 |
| 2010 (50k) | Johanna Konta      | Lindsay Lee-Waters | 6–2, 5–7, 6–4 |
| 2011 (50k) | Petra Rampre       | Camila Giorgi      | 6–3, 6–2      |
| 2012 (25k) | Grace Min          | Tamaryn Hendler    | 3–6, 6–2, 6–3 |
| 2013       | Asia Muhammad      | Chalena Scholl     | 6–2, 6–2      |
| 2014       | Heidi El Tabakh    | Maria Sanchez      | 6–3, 6–4      |

### Doppio
| Anno       | Campionesse                            | Finaliste                       | Punteggio        |
| ---------- | -------------------------------------- | ------------------------------- | ---------------- |
| 2010 (50k) | Kristie Ahn Nicole Gibbs               | Alexandra Mueller Ahsha Rolle   | 6–3, 6–2         |
| 2011 (50k) | Sharon Fichman Marie-Ève Pelletier     | Beatrice Capra Asia Muhammad    | 6–1, 6–3         |
| 2012 (25k) | Gabriela Dabrowski Marie-Ève Pelletier | Alexandra Mueller Asia Muhammad | 6–4, 4–6, [10–5] |
| 2013       | Asia Muhammad Allie Will               | Jessica Moore Sally Peers       | 6–3, 6–3         |
| 2014       | Hsu Chieh-yu Alexandra Mueller         | Danielle Lao Keri Wong          | 6–3, 6–3         |